# 7269 Alprokhorov
A 7269 Alprokhorov (ideiglenes jelöléssel 1975 VK2) a Naprendszer kisbolygóövében található aszteroida. Tamara Mihajlovna Szmirnova fedezte fel 1975. november 2-án.